# 西可早熟禾
西可早熟禾（学名：Poa sichotensis）为禾本科早熟禾属下的一个种。